# 2025年世界游泳锦标赛公开水域游泳比赛
2025年世界游泳锦标赛公开水域游泳比赛于2025年7月16日至20日在新加坡的圣淘沙举行。
本届赛事将首次引入3公里淘汰冲刺赛。

## 赛程
将举行7个项目的比赛。
所有时间均为当地时间 (UTC+8)
| 日期          | 时间  | 项目                |
| ------------- | ----- | ------------------- |
| 2025年7月16日 | 13:00 | 男子10公里*         |
| 2025年7月16日 | 16:00 | 女子10公里*         |
| 2025年7月18日 | 08:00 | 女子5公里           |
| 2025年7月18日 | 10:30 | 男子5公里           |
| 2025年7月19日 | 08:00 | 女子3公里淘汰冲刺赛 |
| 2025年7月19日 | 10:00 | 男子3公里淘汰冲刺赛 |
| 2025年7月20日 | 08:00 | 6公里团体接力赛     |

- 因水质水平超过可接受的阈值，决定推迟男子和女子10公里两个项目至7月16日下午。[4]

## 奖牌榜
| 排名                     | 国家 / 地区              | 金牌 | 銀牌 | 銅牌 | 总计 |
| ------------------------ | ------------------------ | ---- | ---- | ---- | ---- |
| 1                        | 德国                     | 4    | 0    | 0    | 4    |
| 2                        |                          | 2    | 0    | 2    | 4    |
| 3                        | 日本                     | 1    | 0    | 1    | 2    |
| 4                        | 意大利                   | 0    | 6    | 0    | 6    |
| 5                        | 匈牙利                   | 0    | 1    | 2    | 3    |
| 6                        | 法国                     | 0    | 0    | 2    | 2    |
| 7                        | 摩纳哥                   | 0    | 0    | 1    | 1    |
| 总计（共7个国家 / 地区） | 总计（共7个国家 / 地区） | 7    | 7    | 8    | 22   |

## 奖牌得主

### 男子
| 项目            | 金牌                              | 金牌       | 银牌                                    | 银牌       | 铜牌                               | 铜牌       |
| 3公里淘汰冲刺赛 | 弗洛里安·韦尔布罗克 · 德国（GER） | 5:46.0     | 拜特莱海姆·达维德 · 匈牙利（HUN）       | 5:47.7     | 马克-安托万·奥利维耶 · 法国（FRA） | 5:51.1     |
| 5公里           | 弗洛里安·韦尔布罗克 · 德国（GER） | 57:26.4    | 格雷戈里奧·帕特里尼耶里 · 意大利（ITA） | 57.29.3    | 马克-安托万·奥利维耶 · 法国（FRA） | 57:30.4    |
| 10公里          | 弗洛里安·韦尔布罗克 · 德国（GER） | 1:59:55.50 | 格雷戈里奧·帕特里尼耶里 · 意大利（ITA） | 1:59:59.20 | 凯尔·李 · （AUS）                  | 2:00:10.30 |

### 女子
| 项目            | 金牌                    | 金牌      | 银牌                              | 银牌      | 铜牌                                                 | 铜牌      |
| 3公里淘汰冲刺赛 | 梶本一花 · 日本（JPN）  | 6:19.9    | 吉内芙拉·塔代乌奇 · 意大利（ITA） | 6:21.9    | 莫伊莎·约翰逊 · （AUS）法比安·贝蒂娜 · 匈牙利（HUN） | 6:23.1    |
| 5公里           | 莫伊莎·约翰逊 · （AUS） | 1:02:01.3 | 吉内芙拉·塔代乌奇 · 意大利（ITA） | 1:02:02.3 | 梶本一花 · 日本（JPN）                               | 1:02:28.9 |
| 10公里          | 莫伊莎·约翰逊 · （AUS） | 2:07:51.3 | 吉内芙拉·塔代乌奇 · 意大利（ITA） | 2:07:55.7 | 莉萨·波 · 摩纳哥（MON）                              | 2:07:57.5 |

### 团体
| 项目   | 金牌                                                                                   | 金牌      | 银牌                                                                                            | 银牌      | 铜牌 | 铜牌      |
| 接力赛 | 德国（GER） · 塞利娜·里德 · 奥利弗·克莱梅特 · 伊莎贝尔·玛丽·格泽 · 弗洛里安·韦尔布罗克 | 1:09:13.3 | 意大利（ITA） · Barbara Pozzobon · 吉内芙拉·塔代乌奇 · Marcello Guidi · 格雷戈里奧·帕特里尼耶里 | 1:09:15.4 | 匈牙利（HUN） · 法比安·贝蒂娜 · 米哈伊瓦里-福尔考什·维多利亚 · 拉绍夫斯基·克里什托夫 · 拜特莱海姆·达维德 | 1:09:16.7 |